# Mielichhoferia cuspidifera
Mielichhoferia cuspidifera är en bladmossart som beskrevs av Kindberg in Macoun 1892. Mielichhoferia cuspidifera ingår i släktet kismossor, och familjen Bryaceae. Inga underarter finns listade i Catalogue of Life.